# Tijn Docter
Pieter Tijn Leenhard Docter (Amsterdam, 25 april 1972) is een Nederlands acteur.
Tijn heeft de middelbare school afgerond op het Alkwin Kollege in Uithoorn. Hij heeft een oudere broer, met wie hij in zijn schooltijd in het bandje Café Blue (later: Koel Bewaren) heeft gespeeld.
Hij werd opgeleid aan de Toneelacademie Maastricht.
Niet alleen speelde hij rollen in allerlei films, ook is hij op televisie te zien en speelt hij toneel. Hij heeft twee kinderen.

## Rollen

### Films
- Total Loss (2000)
- Lek (2000)
- Zus & Zo (2001)
- Snapshots (2002)
- Bruno & Violet (2003, KRO)
- Loverboy (2003)
- 06/05 (2004)
- Johan (2005)
- American Dreams (2006)
- Ik omhels je met 1000 armen (2006) (hoofdrol)
- De uitverkorene (2006)
- Naar Anna (2007)
- Rollercoaster (2007)
- Met je mooie haren (2009)
- Pijnstillers (2014)
- 2/11 Het spel van de wolf (2014)
- Horizon (2016)
- Gelukzoekers (2018)
- De Bellinga's: Vakantie op stelten (2023)

### Televisie
- Baantjer; afl. "De Cock & de moord in de peepshow" (1995, RTL 4)
- Zebra (1998, RTL 4)
- Schoon goed (1999)
- Hartslag (2002)
- De 9 dagen van de gier (2002)
- IC (2002)
- Ernstige Delicten (2002, Pyromaan)
- Medea (2003)
- De Band (2003, VARA)
- Baantjer; afl. "De Cock & de moord op herhaling" (2006, RTL 4)
- De vloer op (2007)
- Toen was geluk heel gewoon – Paul Verhoeven (2007)
- Gooische Vrouwen; afl. #3.7 – Mark Loo (2007)
- Keyzer & De Boer Advocaten; afl. "De waardenfluisteraar" – Casper Freeken (2008)
- Toren C – Reinout van Benthem (2008-2014)
- Verborgen gebreken – Ruben Looiman (2009, 2010)
- Floor Faber; afl. "Kun je het allemaal aan?" – Felix (2009)
- Levenslied – Jeroen van Basten Batenburg (2011-2013)
- Moordvrouw; afl. "Over de doden niets dan goeds" – Han Linssen (2013)
- De Deal – Laméris (2014)
- Noord Zuid – Mentor Elsie (2015)
- De Fractie – Vincent Capteijn (2015-2016)
- Overspel; afl. "Een sterke zaak" – Officier van Justitie (2015)
- Meiden van de Herengracht; afl. "De vele wegen die naar Rome leiden" – Roderick van Kantelaer (2015)
- Zwarte Tulp – Advocaat Bakhuizen (2016)
- Weemoedt; afl. #1.6 – Relatietherapeut (2016)
- Vlucht HS13 – Psycholoog Joost (2016)
- Meisje van plezier – Anton Hoogeman (2017)
- Moordvrouw – Robbie Bleker (2018)
- Het Sinterklaasjournaal – Jan Modaal (2019)
- Flikken Maastricht – Seizoen 14, Aflevering 'Monnikskap' – Dhr. Durant (2020)
- Hoe mijn keurige ouders in de bak belandden – PJ (2021)
- Het jaar van Fortuyn – Dick Benschop (2022)
- Hockeyvaders – JP (2023)
- Ten minste houdbaar tot  – Henry (2024)
- De Toeslagenaffaire - Advocaat (2024)
- De F*ckulteit - Van Ringelestein (2025)

### Toneel
- Madame Bovary
- Hamlet (1998)
- De kersentuin (1998)
- Brak (2000)
- Jeff Koons (2000)
- De laatsten (2000)
- Coma (2001)
- Via Viola (2001)
- Lulu (2001)
- Brandkoorts (2002)
- Een samenzwering van idioten (2003)
- Een meeuw (2003)
- The Pillowman (2004)
- Driekoningenavond (2006)
- Lange dagreis naar de nacht (2009)
- King Lear (2012)
- Napoleon op Sint-Helena (2012)
- Familie (2013)
- O die zee (2014)
- Bint (2016)
- Ivanov (2017)
- Van de koele meren des doods (2018)
- Cocktails (2020)

### Musical
- Soldaat van Oranje (2010-2011 als Fred van Houten, 2023- heden als François van 't Sant)